# Port Townsend
Port Townsend – miasto (city), ośrodek administracyjny hrabstwa Jefferson, w północno-zachodniej części stanu Waszyngton, w Stanach Zjednoczonych, położone na północno-wschodnim skraju półwyspu Olympic, u zbiegu cieśnin Juan de Fuca i Admiralty Inlet (część zatoki Puget). W 2010 roku miasto liczyło 9113 mieszkańców.
Miasto założone zostało w 1851 roku.
Port Townsend posiada połączenie promowe z położonym na wyspie Whidbey miastem Coupeville.